# TMD-44
TMD-44 (ros. ТМД-44) – radziecka, przeciwgąsienicowa mina przeciwpancerna.
TMB-44 była prostą w masowej produkcji miną z korpusem drewnianym. Skonstruowana została w latach 40. W czasie II wojny światowej masowo produkowana w ZSRR, a po wojnie także w innych krajach (od 1952 roku także w Polsce). Wyprodukowane miny były elaborowane trotylem. Masa materiału wybuchowego wahała się od 5,2 do 7,8 kg. Mina była wyposażona w zapalnik naciskowy MW-5. Wybuch od zapalnika do głównego ładunku był przenoszony za pośrednictwem 200 g ładunku trotylu.